# Natasha Ferreira
Natasha Padilha Ferreira (Curitiba, 1 de junho de 1999) é uma judoca brasileira. 
Começou a lutar judô com 4 anos, e aos sete se uniu ao seu clube, a Sociedade Morgenau. Foi campeã pan-americana e sul-americana sub 18, e conquistou três medalhas no circuito mundial das categorias de base, sendo uma de prata e dois bronze. Apesar de propostas de outros clubes, permaneceu no Paraná para criar seu sobrinho, que teve de adotar aos 18 anos pelos problemas com drogas da irmã.
Chegou à seleção brasileira de judô em 2022. Em 2023, ganhou sua primeira medalha em um Grand Slam, um bronze em Tel Aviv, e um bronze no Campeonato Pan-Americano de Judô.
Em 2024, chegou às quartas de final no Campeonato Mundial de Judô. Isso eventualmente abriu-lhe uma vaga para os Jogos Olímpicos de Verão de 2024, tornando-se a primeira judoca paranaense a disputar a Olimpíada. Perdeu já na estreia para a japonesa Natsumi Tsunoda.
Estudou psicologia na FAE.